# هوتیای جامائیکایی
هوتیای جامائیکایی (نام علمی: Geocapromys brownii) نام یک گونه از سرده هوتیاهای زمینی است.